# Dennis Bergkamp
Dennis Nicolaas Maria Bergkamp (en neerlandés: ˈdɛnəs ˈbɛrxkɑmⓘ; Ámsterdam, 10 de mayo de 1969) es un exfutbolista neerlandés que se desempeñaba en la posición de delantero. 
Inició su carrera deportiva en el Ajax al unirse a su equipo juvenil a la edad de once años. Debutó profesionalmente en 1986 después de su ascenso al primer equipo. Permaneció durante siete temporadas en el club de Ámsterdam, donde obtuvo cuatro títulos a nivel nacional (una Eredivisie, dos Copa de los Países Bajos y una Supercopa de los Países Bajos) y dos a nivel continental (una Copa de la UEFA y una Recopa de Europa). En 1993 fue transferido al Inter de Milán por 7,1 millones de euros, y después de dos campañas recaló en el Arsenal de la Premier League, por el cual el club pagó 7,5 millones de euros. En el equipo inglés obtuvo once títulos a nivel nacional y llegó a la final de la Liga de Campeones de la UEFA 2005-06, que fue su último encuentro disputado. 
Con la selección de fútbol de los Países Bajos participó en dos ediciones de la Copa Mundial de Fútbol y en tres Eurocopas. Es el cuarto máximo goleador de la naranja mecánica, con treinta y siete goles anotados en setenta y nueve encuentros disputados. En 2004 fue incluido en la lista de Futbolistas FIFA 100 elaborada por el exfutbolista Pelé a petición de la FIFA. Así mismo, ha obtenido diversos títulos individuales como el Balón de Plata, el Balón de Bronce, el premio al jugador del año en la Premier League, entre otros. Fue nombrado por la FIFA «Cuarto mejor jugador neerlandés del siglo XX», quedando solo por detrás de Johan Cruyff, Marco van Basten y Ruud Gullit, respectivamente.

## Trayectoria

### Ajax de Ámsterdam

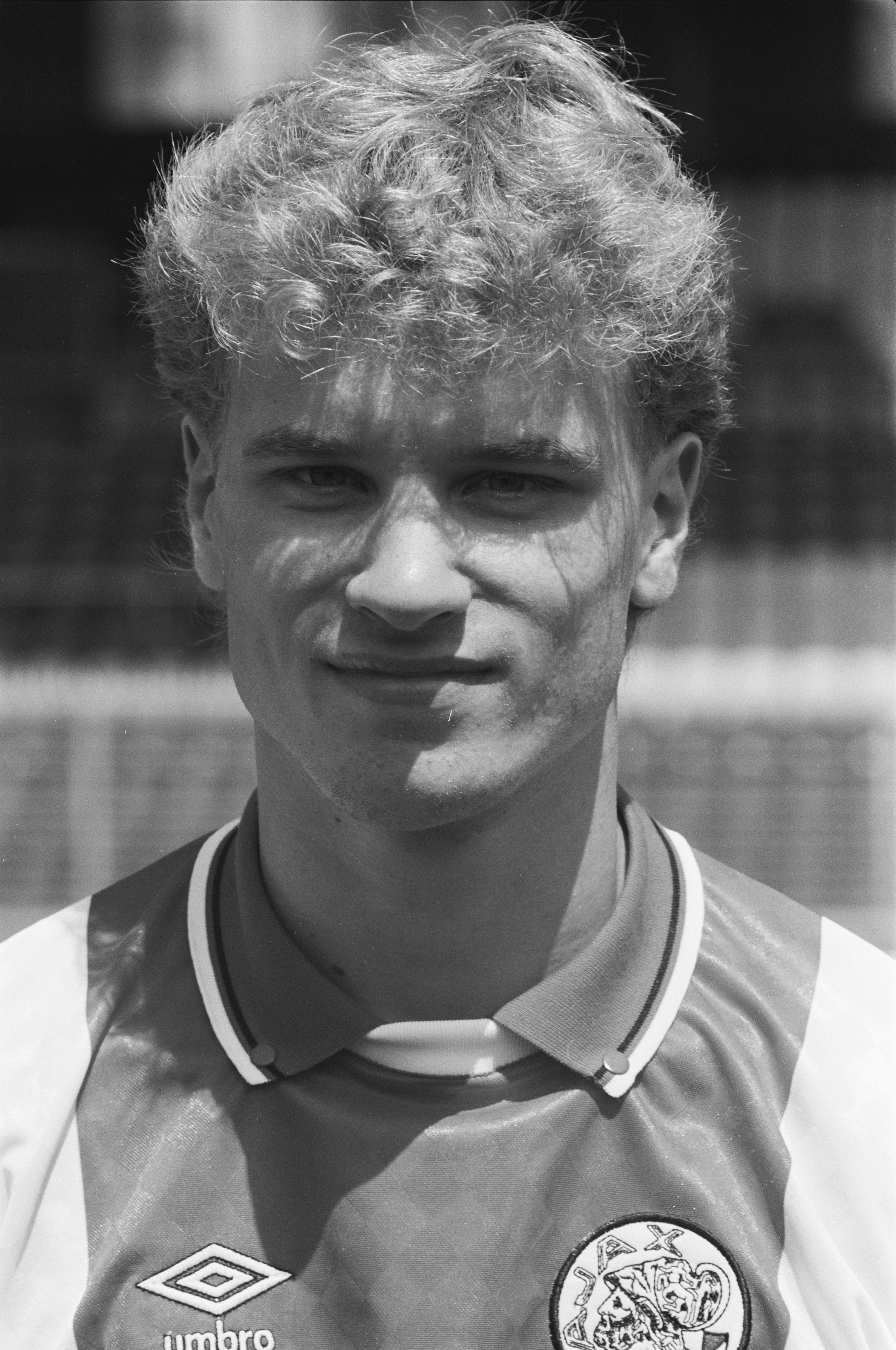
Bergkamp con el Ajax, en 1989

A los once años de edad, Bergkamp ingresó al equipo juvenil del Ajax de Ámsterdam. En 1986 fue promovido al primer equipo y debutó en la Eredivisie el 14 de diciembre de ese mismo año con diecisiete años en un encuentro contra el Roda JC Kerkrade con resultado final de 2:0 a su favor. Su primer gol se lo convirtió al H. F. C. Haarlem el 22 de febrero de 1987, en una victoria 6:0. En la temporada 1986-87, llegó a disputar veintitrés encuentros en los que anotó dos goles, para finalmente ocupar la segunda posición de la tabla de posiciones de la liga con cincuenta y tres puntos. Esa temporada, el Ajax consiguió la Copa de los Países Bajos tras vencer 4:2 al A. D. O. La Haya en la final de la competencia.
Durante este misma temporada Bergkamp debutó en un torneo internacional, la Recopa de Europa, en un encuentro por los cuartos de final ante el Malmö F. F. sueco. El Ajax ganó dicha competencia, superando al Lokomotive Leipzig por 1:0 en la final, en la que Bergkamp disputó unos minutos. Sus buenas actuaciones en temporadas posteriores hicieron que se ganara un lugar en el primer equipo. Esto culminó en un período exitoso para el Ajax, que después de cinco años ganó la Eredivisie. Bergkamp anotó veintinueve goles en treinta y seis partidos la temporada siguiente, convirtiéndose en el máximo goleador en la liga junto al delantero del P. S. V. Eindhoven Romário. Ese año fue elegido talento del año en los Países Bajos.
Su equipo consiguió la Copa de la UEFA de la temporada 1991-92 tras vencer en la final al Torino F. C. por un resultado global de 2:2 (resultaron ganadores gracias a la regla del gol de visitante). Posteriormente derrotaron por 6:2 al S. C. Heerenveen en la final de la Copa de los Países Bajos de la campaña 1992-93. Esa temporada también lograron conquistar la Supercopa de los Países Bajos, luego de vencer en la final al Feyenoord de Róterdam por marcador de 4:0. Bergkamp fue el máximo anotador de la Eredivisie en tres oportunidades (en las temporadas 1990-91, 1991-92 y 1992-93) y fue nombrado futbolista del año en los Países Bajos en 1992 y 1993. Durante su trayectoria en el Ajax, marcó 122 goles en 239 partidos.

### Inter de Milán

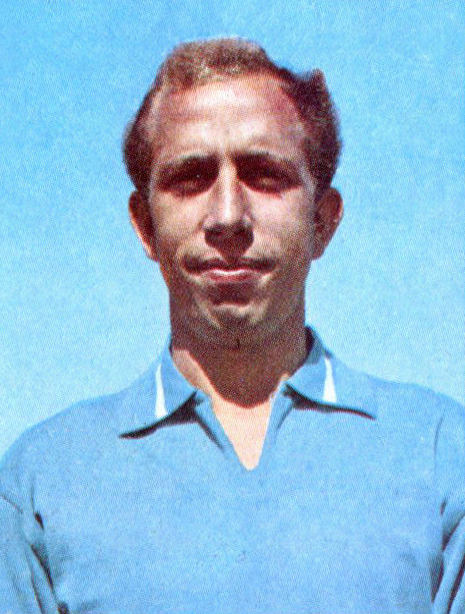
De la mano de Ottavio Bianchi, en 1994 el Inter ganó la Copa de la UEFA, tercer y último campeonato internacional para Bergkamp en su carrera

Bergkamp atrajo la atención de varios clubes europeos debido a sus buenas actuaciones en el Ajax. Johan Cruyff, entrenador del club neerlandés en ese entonces, le aconsejó no fichar por el Real Madrid, que tenía planeado incluir al delantero en su plantilla. Bergkamp quería jugar en Italia, ya que consideraba que allí estaba «la liga más grande del momento», la Serie A. Entre las opciones del jugador se encontraba el Inter de Milán y la Juventus de Turín, inclinándose finalmente por el primero, que pagó la suma de 7,1 millones de euros por su pase. Tras firmar su contrato, Bergkamp dijo: «El club cumple con todas mis demandas. Lo más importante para mí es el estadio, la afición y el estilo de juego».
Realizó su debut en el Inter el 29 de agosto de 1993, en la victoria 2:0 ante el A. C. Reggiana. Anotó su primer gol en septiembre de ese mismo año, en un encuentro contra el U. S. Cremonese. Sin embargo, tuvo problemas para volver a marcar debido a las organizadas y decididas defensas italianas. Esto también se debió, en parte, al entrenador Osvaldo Bagnoli, que fue incapaz de encontrar un buen lugar en la cancha para Bergkamp, que acompañaba al uruguayo Rubén Sosa y al italiano Salvatore Schillaci en la delantera. Durante esa campaña, anotó un total de siete goles en la liga. Tras malos resultados, Bagnoli fue destituido de su cargo en febrero de 1994, teniendo a Giampiero Marini como reemplazo. El Inter terminó decimotercero en la tabla, a solo un punto de la zona de descenso, aunque logró alzarse con la Copa de la UEFA, tras derrotar al Red Bull Salzburg en la final a ida y vuelta. Bergkamp terminó siendo el máximo goleador de la competición con ocho goles, entre ellos un triplete que le marcó al Rapid Bucarest en la primera ronda del torneo.
Durante la temporada 1994-95 el club nuevamente cambió de gestor, Ottavio Bianchi se convirtió en el nuevo entrenador en reemplazo de Bagnoli. Esa campaña fue una decepcionante tanto para el equipo como para Bergkamp, que sufrió varias lesiones en el trayecto de la misma y se encontraba fatigado tras su participación en la Copa Mundial de Fútbol de 1994. Marcó solo cinco goles en veintiséis encuentros. Fuera del campo, su relación con la prensa y los aficionados italianos no era la mejor, ya que estos últimos lo consideraban antipático debido a su personalidad fría y su timidez. Incluso, debido a su pobre rendimiento en el campo, un medio de comunicación italiano llegó a renombrar en cierta ocasión su sección «el burro de la semana» por «el Bergkamp de la semana». El equipo de Milán quedó en la sexta posición en la Serie A, con cincuenta y dos puntos, y no pudo defender el título de la Copa de la UEFA, ya que fueron eliminados en segunda ronda. En febrero de 1995, el club fue comprado por el empresario y accionista italiano Massimo Moratti, que se comprometió a intervenir fuertemente en el equipo. La continuidad de Bergkamp en el F. C. Internazionale se volvió incierta tras la compra del delantero Maurizio Ganz.

### Arsenal F. C.

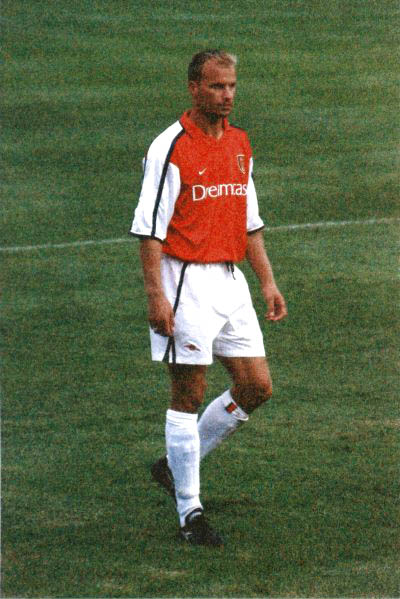
Bergkamp vistiendo la camiseta del Arsenal en 2001

En junio de 1995, luego de llegar a un acuerdo con Moratti para desvincularse del Inter, Bergkamp fue fichado por el Arsenal F. C. de Inglaterra, que pagó por su transferencia 7,5 millones de euros. Se convirtió en el primer fichaje del entrenador Bruce Rioch. Su llegada al club inglés fue significativa no solo porque era un futbolista extranjero que parecía tener sus mejores años por delante, sino también porque su contribución era de gran importancia para el equipo, que sufría un considerable declive desde comienzos de la década de 1990. Debutó oficialmente en una derrota por 3:2 ante Middlesbrough F. C., en un partido correspondiente a la primera fecha de la Premier League. A pesar del esfuerzo del delantero por adaptarse al juego de la Premier League, no logró anotar en los siguientes seis partidos por la liga, lo que provocó la burla por parte de la prensa nacional. El 23 de septiembre marcó su primer y segundo gol con el Arsenal en un encuentro ante el Southampton F. C. Esa temporada, el club finalizó sexto en la tabla de posiciones de la liga y Bergkamp anotó once goles en treinta y tres encuentros, ayudando al Arsenal a ganarse un lugar en la Copa de la UEFA.
En septiembre de 1996, Arsène Wenger asumió como entrenador del Arsenal y decidió usar a Bergkamp como «punto de apoyo» en el ataque del equipo, así como también le impuso una estricta rutina de ejercicios. A pesar de jugar menos partidos que la anterior temporada, el jugador fue más influyente en el primer equipo y logró brindar trece asistencias. Sin embargo, en enero de 1997 fue expulsado por primera vez en su carrera durante un encuentro ante el Sunderland A. F. C., debido a una fuerte entrada sobre el centrocampista inglés Paul Bracewell. El Arsenal perdió ese partido por 1:0, aunque tras una racha de ocho victorias en dieciséis encuentros se ubicó en la tercera posición de la Premier League, aunque no logró clasificar a la Liga de Campeones de la UEFA por diferencia de goles.
Bergkamp tuvo un papel decisivo en la siguiente temporada para conseguir el doblete (la Premier League y la FA Cup). Con veintidós goles, se convirtió en el máximo goleador del club esa campaña y registró una media goleadora de 0,57 por partido. El 23 de agosto de 1997, anotó su primer triplete con el Arsenal, en un encuentro disputado el 23 de agosto ante el Leicester City en el estadio Filbert Street. Bergkamp declaró que el primero de los tres había sido su gol favorito con el equipo inglés. Tras el partido, el entrenador del Leicester, Martin O'Neill, declaró que ese fue el mejor hat-trick que había visto. Durante los cuartos de final de la FA Cup, donde el Arsenal se enfrentó al West Ham United, Bergkamp fue expulsado tras propinarle un codazo al centrocampista irlandés Steve Lomas y fue sancionado por tres jornadas. Más tarde, ganó el premio PFA al jugador del año, convirtiéndose así en el tercer futbolista no británico en ser reconocido con dicho galardón. Sin embargo, la temporada 1998-99 no fue tan exitosa, ya que el Arsenal no pudo retener el título al perder la liga en la última jornada contra el Manchester United.
Luego de una buena actuación en la Copa Mundial de Fútbol de 1998 con la selección de los Países Bajos, Bergkamp tuvo un buen rendimiento lo restó de temporada. A pesar de que su equipo no pudo retener la Premier League tras perder el título contra el Manchester United, fue segundo máximo goleador del Arsenal con dieciséis goles. En la FA Cup avanzaron hasta la semifinal, donde cayeron por 2:1 nuevamente ante el Manchester United. En este encuentro, marcó un tanto y falló un tiro penal. Después de esto, Bergkamp no volvió a lanzar un penal por el resto de su carrera. La temporada 1999-00 fue un fracaso tanto para el jugador como para el Arsenal. Quedaron segundos en la tabla de posiciones de la liga, a dieciocho puntos del Manchester United, y perdieron la final de la Copa de la UEFA con el Galatasaray S. K. en tanda de penales. La desvinculación con el club de su compatriota Marc Overmars y del centrocampista francés Emmanuel Petit en la pretemporada, llevó a la especulación de varios medios de comunicación acerca del futuro de Bergkamp. Sin embargo, en diciembre del año 2000, el jugador extendió su contrato con el club. A pesar de una serie de incorporaciones hechas para la temporada 2000-01, el Arsenal obtuvo la segunda posición de la liga por tercera vez consecutiva. Los franceses Thierry Henry y Sylvain Wiltord se quedaron con el puesto de delanteros principales del club y, como resultado, Bergkamp no tuvo muchas oportunidades como titular. De hecho, le tocó ver desde el banco de suplentes la victoria de su equipo frente al Liverpool F. C. en la final de la FA Cup.
En la temporada 2001-02, el Arsenal obtuvo la Premier League tras vencer al Manchester United en Old Trafford en el penúltimo partido de la campaña, y también se coronó campeón de la FA Cup al ganarle al Chelsea F. C. con marcador 2:0. Bergkamp jugó cuarenta y seis partidos durante la temporada y anotó catorce goles. Por otra parte, brindó quince asistencias, una de ellas en el encuentro por la Liga de Campeones de la UEFA ante la Juventus de Turín, donde eludió a dos defensores con un giro y le realizó un pase a su compañero, Fredrik Ljungberg, que le marcó al guardameta Gianluigi Buffon. El 27 de enero de 2002, fue expulsado en un partido ante el Liverpool por la FA Cup (donde marcó el gol de la victoria) luego de una dura entrada con ambos pies al defensor Jamie Carragher, que más tarde también vio la tarjeta roja por lanzar un objeto a la tribuna. Fue suspendido por tres fechas y regresó a las canchas el 3 de marzo, en un encuentro ante el Newcastle United. En los primeros minutos del partido, Robert Pirès lo habilitó en la zona frontal del área rival y   Bergkamp realizó un autopase de espaldas que pasó al defensa Nikos Dabizas y anotó en el arco de Shay Given. El entrenador del Arsenal, Arsène Wenger, dijo que fue un gol «increíble» y añadió que «no fue solo un magnífico gol, fue muy importante. Me gustó mucho». En lo que restó de la liga, Bergkamp jugó diez partidos en los que brindó nueve asistencias, formando una productiva asociación con Ljungberg.

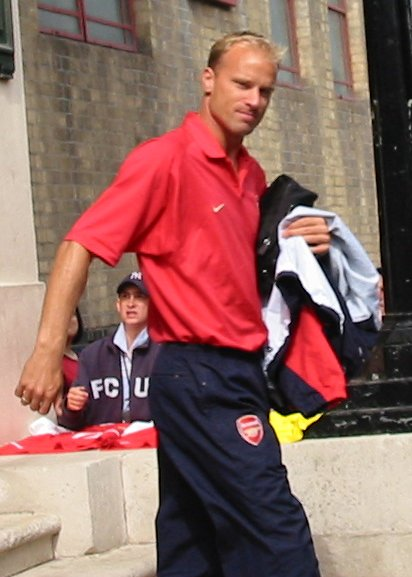
Bergkamp con los gunners en 2003

El 4 de enero de 2003, durante la temporada 2002-03, anotó su centésimo gol con el Arsenal; fue en un empate por la tercera ronda de la FA Cup ante el Oxford United. El Arsenal no pudo retener la Premier League esa temporada y quedó segundo en la tabla de posiciones, a cinco puntos del campeón Manchester United. A pesar de esto, ganaron la FA Cup por segundo año consecutivo, luego de superar al Southampton F. C. por 1:0 en la final. El 20 de julio, Bergkamp extendió su contrato con el club un año más. En la temporada 2003-04, el Arsenal obtuvo el título de la liga luego de permanecer invicto durante toda la competencia, hito que no logró un club de fútbol inglés en más de un siglo (el único en hacerlo fue el Preston North End durante la Football League First Division 1988-98). En el encuentro final de la liga, donde se enfrentaron con el Leicester City, Bergkamp asistió a Patrick Vieira, que marcó el 2:1 final. El equipo, apodado «Los invencibles», no logró ese dominio en el plano internacional, puesto que en la Liga de Campeones fue derrotado por el Chelsea en cuartos de final después de empatar 1:1 en la ida y perder 2:1 en la vuelta. A fines de la temporada, Bergkamp firmó una extensión adicional en su contrato.
Jugó veintinueve partidos y marcó ocho goles en la Premier League durante la temporada 2004-05, aunque el Arsenal no pudo retener el título de la liga ya que quedó en segunda posición en la tabla de posiciones, a doce puntos del Chelsea. El 22 de agosto de 2004, Bergkamp durante un encuentro ante el Middlesbrough F. C., actuó como capitán del equipo ya que Patrick Vieira se encontraba lesionado. Ese día el Arsenal perdía 3:1 y remontó el partido con resultado final de 5:3. El 19 de febrero de 2005, en un partido contra el Sheffield United por la FA Cup, fue expulsado de forma directa por el árbitro Neale Barry luego de un empujón sobre el defensor Danny Cullip. En consecuencia, se perdió los tres encuentros siguientes. En el último partido de local del Arsenal en la liga, ante el Everton F. C., Bergkamp marcó un tanto y dio tres asistencias; el enfrentamiento finalizó con una marcador 7:0. Luego de la victoria por tanda de penales ante el Manchester United por la final de la FA Cup, firmó una nueva extensión en el contrato.
En su última temporada en el equipo, el Arsenal terminó en la cuarta posición en la liga, a veinticuatro puntos del Chelsea, que se consagró campeón. En la primera jornada de la Liga de Campeones le anotó un gol en tiempo de descuento al F. C. Thun luego de ingresar al campo al minuto 73 en reemplazo de Cesc Fàbregas. Sabiendo que esa sería su última temporada en el Arsenal, el 15 de abril se disputó un encuentro por la liga ante el West Bromwich Albion que fue nombrado por la afición del equipo como el «Día de Bergkamp». Ese día los hinchas llevaron camisetas naranjas, en honor al país de origen de Bergkamp, con las iniciales DB inscritas en ellas. El jugador, que en ese entonces tenía treinta y seis años de edad, entró al campo de juego al minuto 72 y marcó un gol a los 89. Su último encuentro como profesional fue en la final de la Liga de Campeones de la UEFA 2005-06, en donde fue suplente y su equipo fue derrotado ante el F. C. Barcelona por 2:1.

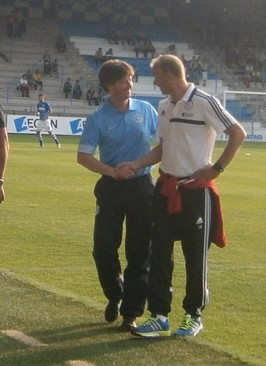
Bergkamp estrechando manos con Pieter Huistra antes de un encuentro amistoso entre el Ajax y el De Graafschap Doetinchem, disputado el 13 de julio de 2013

El 22 de julio de 2006, en el Emirates Stadium, se disputó su partido despedida. En el mismo se enfrentaron el Arsenal y el Ajax, teniendo como ganador al club inglés por marcador de 2:1. El Arsenal contó con la presencia de jugadores como Ian Wright, Patrick Vieira, Marc Overmars, Emmanuel Petit y David Seaman; en el club de Ámsterdam se encontraron algunos como Johan Cruyff, Marco van Basten, Danny Blind, y Frank y Ronald de Boer. Tras el encuentro, un conmovido Bergkamp dijo: «Fue extraordinario, y era difícil no emocionarse [...] Siento que estos jugadores y la afición son una sola y misma familia, y eso se ha percibido hoy».

### Entrenador
«Siempre está en mi mente. Es parte de mi ambición el volver en algún momento».
Bergkamp, sobre su intención de dirigir al Arsenal.

Desde un principio, Bergkamp insistió en que no seguiría una carrera como entrenador. Incluso llegó a rechazar una oferta de dirigir al Arsenal y en su lugar se enfocó en viajar y pasar tiempo con su familia. Sin embargo, en abril de 2008 comenzó sus estudios para obtener el diploma de entrenador y funcionó como aprendiz de Marco van Basten, que se encontraba dirigiendo el Ajax de Ámsterdam. Luego de obtener dicha credencial, en octubre fue nombrado asistente del gestor Johan Neeskens, que en ese tiempo se encontraba dirigiendo a las categorías inferiores de la selección de fútbol de los Países Bajos. Durante la temporada 2008-09, regresó al Ajax para hacerse cargo del equipo juvenil. Tras el nombramiento de Frank de Boer como entrenador del club, Bergkamp funcionó como asistente del gerente Fred Grim. En agosto de 2011, se convirtió en el segundo entrenador del Ajax. En diciembre de 2017, tanto Bergkamp como Marcel Keizer y Hennie Spijkerman fueron despedidos de sus funciones en el equipo.

## Selección nacional

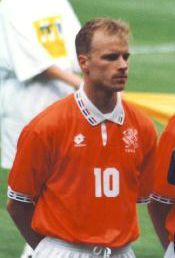
Bergkamp durante un encuentro ante Escocia por la Eurocopa 1996

Bergkamp fue internacional con la Selección de los Países Bajos en setenta y nueve ocasiones y marcó treinta y siete goles. Su debut se produjo el 26 de septiembre de 1990, en un encuentro amistoso ante la selección de Italia, que finalizó con un marcador de 1:0 a favor de los italianos. Anotó su primer gol el 21 de noviembre de ese mismo año, en la victoria del seleccionado neerlandés por 2:0 sobre Grecia, por la clasificación a la Eurocopa 1992. Fue convocado para participar en el torneo, en el que disputó los tres encuentros de la primera fase y anotó dos goles. En semifinales, los neerlandeses fueron eliminados por Dinamarca, tras empatar 2:2 y perder 5:4 en tanda de penaltis. Durante la clasificación para la Copa Mundial de Fútbol de 1994 marcó cinco goles, que le sirvieron para ser convocado a la fase final del torneo, realizada en los Estados Unidos. En el Mundial, disputó cinco encuentros y anotó tres goles, a Marruecos en la primera ronda, Irlanda en los octavos de final y Brasil, en la derrota 3:2 durante los cuartos de final.
Tras jugar varios encuentros durante 1995, fue convocado para disputar la Eurocopa 1996 organizada en Inglaterra, su tercer torneo con la selección. En dicha competencia, disputó cuatro encuentros y marcó un gol. Países Bajos logró avanzar hasta los cuartos de final, donde perdió por tiros desde el punto penal ante Francia. El 9 de noviembre, anotó su primer triplete con la selección, en un partido ante Gales que finalizó 7:1. En la clasificación para la Copa Mundial de Fútbol de 1998, Países Bajos terminó en el primer lugar en su grupo y clasificó a la competencia, organizada en Francia. Bergkamp anotó tres tantos en la competición, incluyendo un recordado gol a Argentina en el último minuto del encuentro, por los cuartos de final. El jugador controló el balón tras un pase largo de Frank de Boer, pasó al defensor Roberto Ayala y con la parte externa del pie batió al guardameta Carlos Roa. Este fue su gol número treinta y seis con la selección, por lo que se convirtió en el máximo goleador del equipo, por encima de Faas Wilkes. Los neerlandeses fueron eliminados en semifinales por Brasil por penales por 4:2, tras empatar 1:1, luego terminaría en el cuarto puesto al perder el partido por el tercer lugar frente a la sorpresa del torneo Croacia.
El 9 de octubre de 1999 anotó su último gol con la selección, en un empate a dos goles con Brasil. Países Bajos y Bélgica fueron sedes de la Eurocopa 2000 y, por lo tanto, su selección se clasificó automáticamente al torneo y se convirtió en uno de los favoritos a ganar el mismo. Durante la fase de grupos, sumaron nueve puntos gracias a las victorias sobre República Checa por 1:0, Dinamarca por 3:0 y Francia por 3:2. Tras vencer a Yugoslavia por 6:1 en los cuartos de final, los neerlandeses llegaron a semifinales, donde empataron 0:0 con Italia y perdieron 3:1 en tanda de penaltis. Luego de esto, Bergkamp se retiró del seleccionado. En junio de 2003, sus treinta y siete goles fueron superados por Patrick Kluivert.

### Participaciones en Copas del Mundo
| Mundial                        | Sede           | Resultado        | Partidos | Goles | Asist. | Prom. |
| ------------------------------ | -------------- | ---------------- | -------- | ----- | ------ | ----- |
| Copa Mundial de Fútbol de 1994 | Estados Unidos | Cuartos de final | 5        | 3     | 1      | 0,60  |
| Copa Mundial de Fútbol de 1998 | Francia        | Cuarto lugar     | 7        | 3     | 3      | 0,43  |

### Participaciones en Eurocopas
| Eurocopa      | Sede                   | Resultado        | Partidos | Goles | Asist. | Prom. |
| ------------- | ---------------------- | ---------------- | -------- | ----- | ------ | ----- |
| Eurocopa 1992 | Suecia                 | Tercer lugar     | 4        | 3     | 0      | 0,75  |
| Eurocopa 1996 | Inglaterra             | Cuartos de final | 4        | 1     | 1      | 0,25  |
| Eurocopa 2000 | Bélgica y Países Bajos | Tercer lugar     | 5        | 0     | 3      | 0,00  |

## Estadísticas

### Clubes
La siguiente tabla detalla los encuentros disputados y los goles marcados por Bergkamp en los clubes en los que militó.
| Ajax de Ámsterdam · Países Bajos | 1986-87             | 14  | 2   | 2   | 5  | 0  | 0  | 4  | 0  | 0   | 23  | 2   | 2    | 0.09 |
| Ajax de Ámsterdam · Países Bajos | 1987-88             | 25  | 5   | 6   | 6  | 1  | 0  | 6  | 1  | 0   | 32  | 6   | 6    | 0.19 |
| Ajax de Ámsterdam · Países Bajos | 1988-89             | 30  | 13  | 4   | 3  | 3  | 0  | 1  | 0  | 1   | 34  | 16  | 5    | 0.47 |
| Ajax de Ámsterdam · Países Bajos | 1989-90             | 25  | 8   | 1   | 2  | 1  | 0  | 1  | 0  | 0   | 28  | 9   | 1    | 0.32 |
| Ajax de Ámsterdam · Países Bajos | 1990-91             | 33  | 25  | 2   | 3  | 1  | 0  | 0  | 0  | 0   | 36  | 26  | 2    | 0.72 |
| Ajax de Ámsterdam · Países Bajos | 1991-92             | 30  | 24  | 1   | 3  | 0  | 0  | 11 | 6  | 2   | 44  | 30  | 3    | 0.75 |
| Ajax de Ámsterdam · Países Bajos | 1992-93             | 28  | 26  | 3   | 4  | 4  | 0  | 8  | 3  | 1   | 40  | 33  | 4    | 0.83 |
| Ajax de Ámsterdam · Países Bajos | Total               | 185 | 103 | 19  | 21 | 9  | 0  | 31 | 10 | 4   | 237 | 122 | 23   | 0.51 |
| Inter de Milán · Italia |                     |     |     |     |    |    |    |    |    |     |     |     |      |      |
| 1993-94 | 31                  | 8   | 4   | 13  | 9  | 0  | 11 | 8  | 3  | 55  | 25  | 7   | 0.45 |      |
| 1994-95 | 21                  | 3   | 6   | 3   | 0  | 0  | 2  | 1  | 0  | 26  | 5   | 6   | 0.19 |      |
| Total | 52                  | 11  | 10  | 16  | 10 | 0  | 13 | 9  | 3  | 81  | 30  | 13  | 0.37 |      |
| Arsenal F. C. Inglaterra |                     |     |     |     |    |    |    |    |    |     |     |     |      |      |
| 1995-96 | 33                  | 11  | 9   | 8   | 5  | 1  | 0  | 0  | 0  | 41  | 16  | 10  | 0.39 |      |
| 1996-97 | 29                  | 12  | 10  | 4   | 2  | 1  | 1  | 0  | 0  | 34  | 14  | 11  | 0.41 |      |
| 1997-98 | 28                  | 16  | 11  | 11  | 5  | 3  | 1  | 1  | 0  | 40  | 22  | 14  | 0.55 |      |
| 1998-99 | 29                  | 12  | 13  | 8   | 3  | 0  | 3  | 1  | 0  | 40  | 16  | 13  | 0.40 |      |
| 1999-00 | 28                  | 6   | 9   | 0   | 0  | 0  | 11 | 4  | 1  | 39  | 10  | 10  | 0.26 |      |
| 2000-01 | 25                  | 3   | 3   | 5   | 1  | 1  | 5  | 1  | 2  | 35  | 5   | 6   | 0.14 |      |
| 2001-02 | 33                  | 9   | 12  | 6   | 2  | 3  | 7  | 3  | 1  | 46  | 14  | 16  | 0.30 |      |
| 2002-03 | 29                  | 4   | 9   | 7   | 1  | 1  | 5  | 2  | 1  | 41  | 7   | 11  | 0.17 |      |
| 2003-04 | 28                  | 4   | 7   | 4   | 1  | 1  | 6  | 0  | 1  | 38  | 5   | 9   | 0.13 |      |
| 2004-05 | 29                  | 8   | 12  | 5   | 0  | 0  | 4  | 0  | 1  | 38  | 8   | 13  | 0.21 |      |
| 2005-06 | 24                  | 2   | 1   | 3   | 0  | 1  | 4  | 1  | 1  | 31  | 3   | 3   | 0.10 |      |
| Total | 315                 | 87  | 96  | 61  | 20 | 12 | 47 | 13 | 8  | 423 | 120 | 116 | 0.28 |      |
| Total en su carrera | Total en su carrera | 552 | 201 | 125 | 98 | 39 | 12 | 91 | 32 | 15  | 741 | 272 | 152  | 0.37 |
| (1) Incluye datos de Copa de los Países Bajos, Supercopa de los Países Bajos, Copa de Italia, FA Cup, Community Shield y Copa de la Liga de Inglaterra. (2) Incluye datos de Recopa de Europa, Liga de Campeones de la UEFA y Liga Europa de la UEFA (o Copa de la UEFA). |                     |     |     |     |    |    |    |    |    |     |     |     |      |      |

### Selección
La siguiente tabla detalla los encuentros disputados y los goles marcados por Bergkamp en la selección neerlandesa absoluta.
| \| Fecha \| Ciudad \| Local \| Resultado \| Visitante \| Competencia \| Goles \| \| ---------- \| ------------- \| ------------ \| ----------- \| --------------- \| ------------------------------ \| ----- \| \| 26-09-1990 \| Palermo \| Italia \| 1:0 \| Países Bajos \| Amistoso \| 0 \| \| 17-10-1990 \| Oporto \| Portugal \| 1:0 \| Países Bajos \| Clasificación Eurocopa 1992 \| 0 \| \| 21-11-1990 \| Róterdam \| Países Bajos \| 2:0 \| Grecia \| Clasificación Eurocopa 1992 \| 1 \| \| 19-12-1990 \| Ta' Qali \| Malta \| 0:8 \| Países Bajos \| Clasificación Eurocopa 1992 \| 2 \| \| 13-03-1991 \| Róterdam \| Países Bajos \| 1:0 \| Malta \| Clasificación Eurocopa 1992 \| 0 \| \| 17-04-1991 \| Róterdam \| Países Bajos \| 2:0 \| Finlandia \| Clasificación Eurocopa 1992 \| 0 \| \| 11-09-1991 \| Eindhoven \| Países Bajos \| 1:1 \| Polonia \| Amistoso \| 1 \| \| 16-10-1991 \| Róterdam \| Países Bajos \| 1:0 \| Portugal \| Clasificación Eurocopa 1992 \| 0 \| \| 04-12-1991 \| Salónica \| Grecia \| 0:2 \| Países Bajos \| Clasificación Eurocopa 1992 \| 1 \| \| 12-02-1992 \| Faro \| Portugal \| 2:0 \| Países Bajos \| Amistoso \| 0 \| \| 27-05-1992 \| Sittard \| Países Bajos \| 3:2 \| Australia \| Amistoso \| 1 \| \| 30-05-1992 \| Utrecht \| Países Bajos \| 4:0 \| Gales \| Amistoso \| 0 \| \| 05-06-1992 \| Lens \| Francia \| 1:1 \| Países Bajos \| Amistoso \| 0 \| \| 12-06-1992 \| Gotemburgo \| Países Bajos \| 1:0 \| Escocia \| Eurocopa 1992 \| 1 \| \| 15-06-1992 \| Gotemburgo \| Países Bajos \| 0:0 \| Unión Soviética \| Eurocopa 1992 \| 0 \| \| 18-06-1992 \| Gotemburgo \| Países Bajos \| 3:1 \| Alemania \| Eurocopa 1992 \| 1 \| \| 22-06-1992 \| Gotemburgo \| Países Bajos \| (4) 2:2 (5) \| Dinamarca \| Eurocopa 1992 \| 1 \| \| 09-09-1992 \| Róterdam \| Países Bajos \| 2:3 \| Italia \| Amistoso \| 2 \| \| 22-09-1992 \| Oslo \| Noruega \| 2:1 \| Países Bajos \| Clasificación Mundial 1994 \| 1 \| \| 14-10-1992 \| Róterdam \| Países Bajos \| 2:2 \| Polonia \| Clasificación Mundial 1994 \| 0 \| \| 24-02-1993 \| Utrecht \| Países Bajos \| 3:1 \| Turquía \| Clasificación Mundial 1994 \| 0 \| \| 28-04-1993 \| Londres \| Inglaterra \| 2:2 \| Países Bajos \| Clasificación Mundial 1994 \| 1 \| \| 09-06-1993 \| Róterdam \| Países Bajos \| 0:0 \| Noruega \| Clasificación Mundial 1994 \| 0 \| \| 22-06-1993 \| Bolonia \| Países Bajos \| 7:0 \| San Marino \| Clasificación Mundial 1994 \| 0 \| \| 13-10-1993 \| Róterdam \| Países Bajos \| 2:0 \| Inglaterra \| Clasificación Mundial 1994 \| 1 \| \| 17-11-1993 \| Poznań \| Polonia \| 1:3 \| Países Bajos \| Clasificación Mundial 1994 \| 2 \| \| 19-01-1994 \| Túnez \| Túnez \| 2:2 \| Países Bajos \| Amistoso \| 0 \| \| 23-03-1994 \| Glasgow \| Escocia \| 1:0 \| Países Bajos \| Amistoso \| 0 \| \| 20-04-1994 \| Tilburgo \| Países Bajos \| 1:0 \| Irlanda \| Amistoso \| 0 \| \| 01-06-1994 \| Eindhoven \| Países Bajos \| 7:1 \| Hungría \| Amistoso \| 2 \| \| 12-06-1994 \| Toronto \| Canadá \| 0:3 \| Países Bajos \| Amistoso \| 1 \| \| 20-06-1994 \| Washington \| Países Bajos \| 2:1 \| Arabia Saudita \| Copa Mundial de Fútbol de 1994 \| 0 \| \| 25-06-1994 \| Orlando \| Bélgica \| 1:0 \| Países Bajos \| Copa Mundial de Fútbol de 1994 \| 0 \| \| 29-06-1994 \| Orlando \| Marruecos \| 1:2 \| Países Bajos \| Copa Mundial de Fútbol de 1994 \| 1 \| \| 04-07-1994 \| Orlando \| Países Bajos \| 2:0 \| Irlanda \| Copa Mundial de Fútbol de 1994 \| 1 \| \| 09-07-1994 \| Dallas \| Países Bajos \| 2:3 \| Brasil \| Copa Mundial de Fútbol de 1994 \| 1 \| \| 12-10-1994 \| Oslo \| Noruega \| 1:1 \| Países Bajos \| Clasificación Eurocopa 1996 \| 0 \| \| 22-02-1995 \| Eindhoven \| Países Bajos \| 0:1 \| Portugal \| Amistoso \| 0 \| \| 29-03-1995 \| Róterdam \| Países Bajos \| 4:0 \| Malta \| Clasificación Eurocopa 1996 \| 1 \| \| 06-09-1995 \| Róterdam \| Países Bajos \| 1:0 \| Bélgica \| Clasificación Eurocopa 1996 \| 0 \| \| 15-11-1995 \| Róterdam \| Países Bajos \| 3:0 \| Noruega \| Clasificación Eurocopa 1996 \| 0 \| \| 13-12-1995 \| Liverpool \| Irlanda \| 0:2 \| Países Bajos \| Clasificación Eurocopa 1996 \| 0 \| \| 24-04-1996 \| Róterdam \| Países Bajos \| 0:1 \| Alemania \| Amistoso \| 0 \| \| 29-05-1996 \| Tilburgo \| Países Bajos \| 2:0 \| China \| Amistoso \| 0 \| \| 10-06-1996 \| Birmingham \| Países Bajos \| 0:0 \| Escocia \| Eurocopa 1996 \| 0 \| \| 13-06-1996 \| Birmingham \| Suiza \| 0:2 \| Países Bajos \| Eurocopa 1996 \| 1 \| \| 18-06-1996 \| Londres \| Inglaterra \| 4:1 \| Países Bajos \| Eurocopa 1996 \| 0 \| \| 22-06-1996 \| Londres \| Francia \| (5) 0:0 (4) \| Países Bajos \| Eurocopa 1996 \| 0 \| \| 31-08-1996 \| Ámsterdam \| Países Bajos \| 2:2 \| Brasil \| Amistoso \| 0 \| \| 09-11-1996 \| Eindhoven \| Países Bajos \| 7:1 \| Gales \| Clasificación Mundial 1998 \| 3 \| \| 14-12-1996 \| Bruselas \| Bélgica \| 0:3 \| Países Bajos \| Clasificación Mundial 1998 \| 1 \| \| 26-02-1997 \| Saint-Denis \| Francia \| 2:1 \| Países Bajos \| Clasificación Mundial 1998 \| 1 \| \| 29-03-1997 \| Ámsterdam \| Países Bajos \| 4:0 \| San Marino \| Clasificación Mundial 1998 \| 0 \| \| 30-04-1997 \| Serravalle \| San Marino \| 0:6 \| Países Bajos \| Clasificación Mundial 1998 \| 2 \| \| 06-09-1997 \| Róterdam \| Países Bajos \| 3:1 \| Bélgica \| Clasificación Mundial 1998 \| 1 \| \| 11-10-1997 \| Ámsterdam \| Países Bajos \| 0:0 \| Turquía \| Clasificación Mundial 1998 \| 0 \| \| 13-06-1998 \| Saint-Denis \| Países Bajos \| 0:0 \| Bélgica \| Copa Mundial de Fútbol de 1998 \| 0 \| \| 20-06-1998 \| Marsella \| Países Bajos \| 5:0 \| Corea del Sur \| Copa Mundial de Fútbol de 1998 \| 1 \| \| 25-06-1998 \| Saint-Étienne \| Países Bajos \| 2:2 \| México \| Copa Mundial de Fútbol de 1998 \| 0 \| \| 29-06-1998 \| Toulouse \| Países Bajos \| 2:1 \| Yugoslavia \| Copa Mundial de Fútbol de 1998 \| 1 \| \| 04-07-1998 \| Marsella \| Países Bajos \| 2:1 \| Argentina \| Copa Mundial de Fútbol de 1998 \| 1 \| \| 07-07-1998 \| Marsella \| Brasil \| (4) 1:1 (2) \| Países Bajos \| Copa Mundial de Fútbol de 1998 \| 0 \| \| 11-07-1998 \| París \| Países Bajos \| 1:2 \| Croacia \| Copa Mundial de Fútbol de 1998 \| 0 \| \| 10-10-1998 \| Eindhoven \| Países Bajos \| 2:0 \| Perú \| Amistoso \| 0 \| \| 13-10-1998 \| Arnhem \| Países Bajos \| 0:0 \| Ghana \| Amistoso \| 0 \| \| 10-02-1999 \| París \| Portugal \| 0:0 \| Países Bajos \| Amistoso \| 0 \| \| 31-03-1999 \| Ámsterdam \| Países Bajos \| 1:1 \| Argentina \| Amistoso \| 0 \| \| 04-09-1999 \| Róterdam \| Países Bajos \| 5:5 \| Bélgica \| Amistoso \| 0 \| \| 09-10-1999 \| Ámsterdam \| Países Bajos \| 2:2 \| Brasil \| Amistoso \| 1 \| \| 13-11-1999 \| Eindhoven \| Países Bajos \| 2:2 \| República Checa \| Amistoso \| 0 \| \| 26-04-2000 \| Arnhem \| Países Bajos \| 0:0 \| Escocia \| Amistoso \| 0 \| \| 28-05-2000 \| Ámsterdam \| Países Bajos \| 2:1 \| Rumania \| Amistoso \| 0 \| \| 04-06-2000 \| Lausana \| Polonia \| 1:3 \| Países Bajos \| Amistoso \| 0 \| \| 11-06-2000 \| Ámsterdam \| Países Bajos \| 1:0 \| República Checa \| Eurocopa 2000 \| 0 \| \| 16-06-2000 \| Róterdam \| Países Bajos \| 3:0 \| Dinamarca \| Eurocopa 2000 \| 0 \| \| 21-06-2000 \| Ámsterdam \| Países Bajos \| 3:2 \| Francia \| Eurocopa 2000 \| 0 \| \| 25-06-2000 \| Róterdam \| Países Bajos \| 6:1 \| Yugoslavia \| Eurocopa 2000 \| 0 \| \| 29-06-2000 \| Ámsterdam \| Países Bajos \| (1) 0:0 (3) \| Italia \| Eurocopa 2000 \| 0 \| \| Total \| \| Presencias \| 79 \| \| Goles \| 37 \| |               |              |             |                 |                                |       |
| Fecha | Ciudad        | Local        | Resultado   | Visitante       | Competencia                    | Goles |
| 26-09-1990 | Palermo       | Italia       | 1:0         | Países Bajos    | Amistoso                       | 0     |
| 17-10-1990 | Oporto        | Portugal     | 1:0         | Países Bajos    | Clasificación Eurocopa 1992    | 0     |
| 21-11-1990 | Róterdam      | Países Bajos | 2:0         | Grecia          | Clasificación Eurocopa 1992    | 1     |
| 19-12-1990 | Ta' Qali      | Malta        | 0:8         | Países Bajos    | Clasificación Eurocopa 1992    | 2     |
| 13-03-1991 | Róterdam      | Países Bajos | 1:0         | Malta           | Clasificación Eurocopa 1992    | 0     |
| 17-04-1991 | Róterdam      | Países Bajos | 2:0         | Finlandia       | Clasificación Eurocopa 1992    | 0     |
| 11-09-1991 | Eindhoven     | Países Bajos | 1:1         | Polonia         | Amistoso                       | 1     |
| 16-10-1991 | Róterdam      | Países Bajos | 1:0         | Portugal        | Clasificación Eurocopa 1992    | 0     |
| 04-12-1991 | Salónica      | Grecia       | 0:2         | Países Bajos    | Clasificación Eurocopa 1992    | 1     |
| 12-02-1992 | Faro          | Portugal     | 2:0         | Países Bajos    | Amistoso                       | 0     |
| 27-05-1992 | Sittard       | Países Bajos | 3:2         | Australia       | Amistoso                       | 1     |
| 30-05-1992 | Utrecht       | Países Bajos | 4:0         | Gales           | Amistoso                       | 0     |
| 05-06-1992 | Lens          | Francia      | 1:1         | Países Bajos    | Amistoso                       | 0     |
| 12-06-1992 | Gotemburgo    | Países Bajos | 1:0         | Escocia         | Eurocopa 1992                  | 1     |
| 15-06-1992 | Gotemburgo    | Países Bajos | 0:0         | Unión Soviética | Eurocopa 1992                  | 0     |
| 18-06-1992 | Gotemburgo    | Países Bajos | 3:1         | Alemania        | Eurocopa 1992                  | 1     |
| 22-06-1992 | Gotemburgo    | Países Bajos | (4) 2:2 (5) | Dinamarca       | Eurocopa 1992                  | 1     |
| 09-09-1992 | Róterdam      | Países Bajos | 2:3         | Italia          | Amistoso                       | 2     |
| 22-09-1992 | Oslo          | Noruega      | 2:1         | Países Bajos    | Clasificación Mundial 1994     | 1     |
| 14-10-1992 | Róterdam      | Países Bajos | 2:2         | Polonia         | Clasificación Mundial 1994     | 0     |
| 24-02-1993 | Utrecht       | Países Bajos | 3:1         | Turquía         | Clasificación Mundial 1994     | 0     |
| 28-04-1993 | Londres       | Inglaterra   | 2:2         | Países Bajos    | Clasificación Mundial 1994     | 1     |
| 09-06-1993 | Róterdam      | Países Bajos | 0:0         | Noruega         | Clasificación Mundial 1994     | 0     |
| 22-06-1993 | Bolonia       | Países Bajos | 7:0         | San Marino      | Clasificación Mundial 1994     | 0     |
| 13-10-1993 | Róterdam      | Países Bajos | 2:0         | Inglaterra      | Clasificación Mundial 1994     | 1     |
| 17-11-1993 | Poznań        | Polonia      | 1:3         | Países Bajos    | Clasificación Mundial 1994     | 2     |
| 19-01-1994 | Túnez         | Túnez        | 2:2         | Países Bajos    | Amistoso                       | 0     |
| 23-03-1994 | Glasgow       | Escocia      | 1:0         | Países Bajos    | Amistoso                       | 0     |
| 20-04-1994 | Tilburgo      | Países Bajos | 1:0         | Irlanda         | Amistoso                       | 0     |
| 01-06-1994 | Eindhoven     | Países Bajos | 7:1         | Hungría         | Amistoso                       | 2     |
| 12-06-1994 | Toronto       | Canadá       | 0:3         | Países Bajos    | Amistoso                       | 1     |
| 20-06-1994 | Washington    | Países Bajos | 2:1         | Arabia Saudita  | Copa Mundial de Fútbol de 1994 | 0     |
| 25-06-1994 | Orlando       | Bélgica      | 1:0         | Países Bajos    | Copa Mundial de Fútbol de 1994 | 0     |
| 29-06-1994 | Orlando       | Marruecos    | 1:2         | Países Bajos    | Copa Mundial de Fútbol de 1994 | 1     |
| 04-07-1994 | Orlando       | Países Bajos | 2:0         | Irlanda         | Copa Mundial de Fútbol de 1994 | 1     |
| 09-07-1994 | Dallas        | Países Bajos | 2:3         | Brasil          | Copa Mundial de Fútbol de 1994 | 1     |
| 12-10-1994 | Oslo          | Noruega      | 1:1         | Países Bajos    | Clasificación Eurocopa 1996    | 0     |
| 22-02-1995 | Eindhoven     | Países Bajos | 0:1         | Portugal        | Amistoso                       | 0     |
| 29-03-1995 | Róterdam      | Países Bajos | 4:0         | Malta           | Clasificación Eurocopa 1996    | 1     |
| 06-09-1995 | Róterdam      | Países Bajos | 1:0         | Bélgica         | Clasificación Eurocopa 1996    | 0     |
| 15-11-1995 | Róterdam      | Países Bajos | 3:0         | Noruega         | Clasificación Eurocopa 1996    | 0     |
| 13-12-1995 | Liverpool     | Irlanda      | 0:2         | Países Bajos    | Clasificación Eurocopa 1996    | 0     |
| 24-04-1996 | Róterdam      | Países Bajos | 0:1         | Alemania        | Amistoso                       | 0     |
| 29-05-1996 | Tilburgo      | Países Bajos | 2:0         | China           | Amistoso                       | 0     |
| 10-06-1996 | Birmingham    | Países Bajos | 0:0         | Escocia         | Eurocopa 1996                  | 0     |
| 13-06-1996 | Birmingham    | Suiza        | 0:2         | Países Bajos    | Eurocopa 1996                  | 1     |
| 18-06-1996 | Londres       | Inglaterra   | 4:1         | Países Bajos    | Eurocopa 1996                  | 0     |
| 22-06-1996 | Londres       | Francia      | (5) 0:0 (4) | Países Bajos    | Eurocopa 1996                  | 0     |
| 31-08-1996 | Ámsterdam     | Países Bajos | 2:2         | Brasil          | Amistoso                       | 0     |
| 09-11-1996 | Eindhoven     | Países Bajos | 7:1         | Gales           | Clasificación Mundial 1998     | 3     |
| 14-12-1996 | Bruselas      | Bélgica      | 0:3         | Países Bajos    | Clasificación Mundial 1998     | 1     |
| 26-02-1997 | Saint-Denis   | Francia      | 2:1         | Países Bajos    | Clasificación Mundial 1998     | 1     |
| 29-03-1997 | Ámsterdam     | Países Bajos | 4:0         | San Marino      | Clasificación Mundial 1998     | 0     |
| 30-04-1997 | Serravalle    | San Marino   | 0:6         | Países Bajos    | Clasificación Mundial 1998     | 2     |
| 06-09-1997 | Róterdam      | Países Bajos | 3:1         | Bélgica         | Clasificación Mundial 1998     | 1     |
| 11-10-1997 | Ámsterdam     | Países Bajos | 0:0         | Turquía         | Clasificación Mundial 1998     | 0     |
| 13-06-1998 | Saint-Denis   | Países Bajos | 0:0         | Bélgica         | Copa Mundial de Fútbol de 1998 | 0     |
| 20-06-1998 | Marsella      | Países Bajos | 5:0         | Corea del Sur   | Copa Mundial de Fútbol de 1998 | 1     |
| 25-06-1998 | Saint-Étienne | Países Bajos | 2:2         | México          | Copa Mundial de Fútbol de 1998 | 0     |
| 29-06-1998 | Toulouse      | Países Bajos | 2:1         | Yugoslavia      | Copa Mundial de Fútbol de 1998 | 1     |
| 04-07-1998 | Marsella      | Países Bajos | 2:1         | Argentina       | Copa Mundial de Fútbol de 1998 | 1     |
| 07-07-1998 | Marsella      | Brasil       | (4) 1:1 (2) | Países Bajos    | Copa Mundial de Fútbol de 1998 | 0     |
| 11-07-1998 | París         | Países Bajos | 1:2         | Croacia         | Copa Mundial de Fútbol de 1998 | 0     |
| 10-10-1998 | Eindhoven     | Países Bajos | 2:0         | Perú            | Amistoso                       | 0     |
| 13-10-1998 | Arnhem        | Países Bajos | 0:0         | Ghana           | Amistoso                       | 0     |
| 10-02-1999 | París         | Portugal     | 0:0         | Países Bajos    | Amistoso                       | 0     |
| 31-03-1999 | Ámsterdam     | Países Bajos | 1:1         | Argentina       | Amistoso                       | 0     |
| 04-09-1999 | Róterdam      | Países Bajos | 5:5         | Bélgica         | Amistoso                       | 0     |
| 09-10-1999 | Ámsterdam     | Países Bajos | 2:2         | Brasil          | Amistoso                       | 1     |
| 13-11-1999 | Eindhoven     | Países Bajos | 2:2         | República Checa | Amistoso                       | 0     |
| 26-04-2000 | Arnhem        | Países Bajos | 0:0         | Escocia         | Amistoso                       | 0     |
| 28-05-2000 | Ámsterdam     | Países Bajos | 2:1         | Rumania         | Amistoso                       | 0     |
| 04-06-2000 | Lausana       | Polonia      | 1:3         | Países Bajos    | Amistoso                       | 0     |
| 11-06-2000 | Ámsterdam     | Países Bajos | 1:0         | República Checa | Eurocopa 2000                  | 0     |
| 16-06-2000 | Róterdam      | Países Bajos | 3:0         | Dinamarca       | Eurocopa 2000                  | 0     |
| 21-06-2000 | Ámsterdam     | Países Bajos | 3:2         | Francia         | Eurocopa 2000                  | 0     |
| 25-06-2000 | Róterdam      | Países Bajos | 6:1         | Yugoslavia      | Eurocopa 2000                  | 0     |
| 29-06-2000 | Ámsterdam     | Países Bajos | (1) 0:0 (3) | Italia          | Eurocopa 2000                  | 0     |
| Total |               | Presencias   | 79          |                 | Goles                          | 37    |

### Resumen estadístico
|                               | Encuentros | Goles | Promedio |
| ----------------------------- | ---------- | ----- | -------- |
| Primera División              | 552        | 201   | 0.36     |
| Copas nacionales              | 98         | 39    | 0.39     |
| Copas internacionales         | 91         | 32    | 0.35     |
| Selección de los Países Bajos | 79         | 37    | 0.46     |
| Total                         | 820        | 309   | 0.37     |

## Palmarés

### Campeonatos nacionales
| Título                        | Club              | País         | Año     |
| ----------------------------- | ----------------- | ------------ | ------- |
| Copa de los Países Bajos      | Ajax de Ámsterdam | Países Bajos | 1986-87 |
| Eredivisie                    | Ajax de Ámsterdam | Países Bajos | 1989-90 |
| Copa de los Países Bajos      | Ajax de Ámsterdam | Países Bajos | 1992-93 |
| Supercopa de los Países Bajos | Ajax de Ámsterdam | Países Bajos | 1993    |
| Premier League                | Arsenal F. C.     | Inglaterra   | 1997-98 |
| FA Cup                        | Arsenal F. C.     | Inglaterra   | 1997-98 |
| Charity Shield                | Arsenal F. C.     | Inglaterra   | 1998    |
| Charity Shield                | Arsenal F. C.     | Inglaterra   | 1999    |
| Premier League                | Arsenal F. C.     | Inglaterra   | 2001-02 |
| FA Cup                        | Arsenal F. C.     | Inglaterra   | 2001-02 |
| Community Shield              | Arsenal F. C.     | Inglaterra   | 2002    |
| FA Cup                        | Arsenal F. C.     | Inglaterra   | 2002-03 |
| Premier League                | Arsenal F. C.     | Inglaterra   | 2003-04 |
| Community Shield              | Arsenal F. C.     | Inglaterra   | 2004    |
| FA Cup                        | Arsenal F. C.     | Inglaterra   | 2004-05 |

### Copas internacionales
| Título           | Equipo            | País         | Año     |
| ---------------- | ----------------- | ------------ | ------- |
| Recopa de Europa | Ajax de Ámsterdam | Grecia       | 1986-87 |
| Copa de la UEFA  | Ajax de Ámsterdam | Países Bajos | 1991-92 |
| Copa de la UEFA  | Inter de Milán    | Italia       | 1993-94 |

### Distinciones individuales
| Distinción                                                      | Año       |
| --------------------------------------------------------------- | --------- |
| Talento del año en los Países Bajos.                            | 1990      |
| Máximo goleador de la Eredivisie (25 goles).                    | 1990-91   |
| Futbolista del año en los Países Bajos.                         | 1991      |
| Máximo goleador de la Eredivisie (22 goles).                    | 1991-92   |
| Bota de Oro de la Eurocopa (3 goles).                           | 1992      |
| Equipo del Torneo de la Eurocopa.                               | 1992      |
| Futbolista del año en los Países Bajos.                         | 1992      |
| Máximo goleador del mundo por la IFFHS (12 goles).              | 1992      |
| Balón de Bronce.                                                | 1992      |
| Máximo goleador de la Eredivisie (26 goles).                    | 1992-93   |
| Máximo goleador de la Copa de la UEFA (8 goles).                | 1993-94   |
| Balón de Plata.                                                 | 1993      |
| Premio FIFA – Mejor Jugador del Mundo (3.º).                    | 1993      |
| Premio FIFA – Mejor Jugador del Mundo (3.º).                    | 1997      |
| Futbolista del año de la Premier League.                        | 1998      |
| Miembro del equipo de las estrellas de la Copa Mundial.         | 1998      |
| Máximo goleador de la Selección de los Países Bajos (37 goles). | 1998-2003 |
| Cuarto mejor futbolista neerlandés del siglo.                   | 2000      |
| Futbolistas FIFA 100.                                           | 2004      |

## Posición en el campo y estilo de juego
Bergkamp fue educado, futbolísticamente hablando, bajo el concepto de la filosofía de fútbol conocida como «fútbol total», creada por Rinus Michels. Este estilo de juego se basa mayormente en la versatilidad del futbolista y fue desarrollado para aumentar el potencial del jugador. Dennis más tarde recordó, «jugaba en todas las posiciones, menos de guardameta» y cree que durante su experiencia como defensor se vio beneficiado ya que le ayudó a saber cómo piensa el rival. En un encuentro frente al Roda JC Kerkrade, que fue su primer partido en el Ajax, entró desde el banco de suplentes y fue colocado en la posición de volante por la banda derecha, que posteriormente ocupó durante tres años.
Durante su etapa en el Inter de Milán se adaptó a la posición de delantero centro, aunque no obtuvo buenos resultados, principalmente por la falta de química con su compañero en la ofensiva Rubén Sosa, al que posteriormente llamó «egoísta». Por otra parte, debido a su carácter introvertido, algunos medios italianos alegaron que Bergkamp carecía de consistencia y liderazgo. Ya en el Arsenal, formó una buena pareja ofensiva junto a Ian Wright, y en temporadas posteriores, con Nicolas Anelka y Thierry Henry. Esto ocurrió debido a que en el equipo inglés se desempeñaba en su posición preferida, como segundo delantero (también llamado segunda punta). La incorporación de Marc Overmars al equipo gunner benefició a Bergkamp, que comenzó a recibir más el balón y aumentó su promedio goleador (entre agosto y octubre de 1997 marcó siete goles en siete partidos de liga). Un nexo similar ocurrió en la temporada 2001-02, esta vez con Fredrik Ljungberg.
A pesar de su rol goleador, también era capaz de jugar detrás del delantero principal, como ya se ha mencionado, actuando como mediapunta gracias a su manejo de balón y creatividad. Bergkamp se caracterizaba como jugador rápido, inteligente y dotado técnicamente, con buen pase, regate y cambio de ritmo (esto consiste en variar la velocidad de las acciones que los futbolistas realizan durante el ataque). Estas cualidades le sirvieron para el uno contra uno en el área rival, mientras que su físico, visión y control de balón le ayudaban a crear espacios para realizar asistencias. Bergkamp posteriormente declaró en varias ocasiones que prefería posicionarse como centrocampista y que le era más placentero brindar asistencias que marcar los goles él mismo.
El exfutbolista Jan Mulder dijo que Bergkamp era el jugador con más técnica en el seleccionado neerlandés, así como también Thierry Henry lo llamó «el sueño de cualquier delantero». Además, en otra oportunidad el francés añadió: «Una de las cosas que me gustaron de Dennis desde el primer momento fue la enorme seguridad que tenía en sí mismo y su absoluta falta de arrogancia. Dennis es el mejor de los futbolistas con los que he jugado».

## Vida privada y homenajes
Bergkamp nació en Ámsterdam, el 10 de mayo de 1969, hijo de Wim y Tonnie. Su padre, un electricista y futbolista aficionado, le nombró en honor al delantero escocés Denis Law. Sin embargo, para cumplir con las costumbres de los Países Bajos, se le agregó una «n» extra al nombre de pila. Nacido en el seno de una familia católica, de niño asistía con regularidad a la iglesia. Se casó con Henrita Ruizendaal el 16 de junio de 1993. El matrimonio tiene cuatro hijos: Estelle Deborah, Mitchel Dennis, Yasmin Naomi y Saffron Rita. Su sobrino, Roland, también es futbolista y desde 2015 juega en el Sparta de Róterdam.

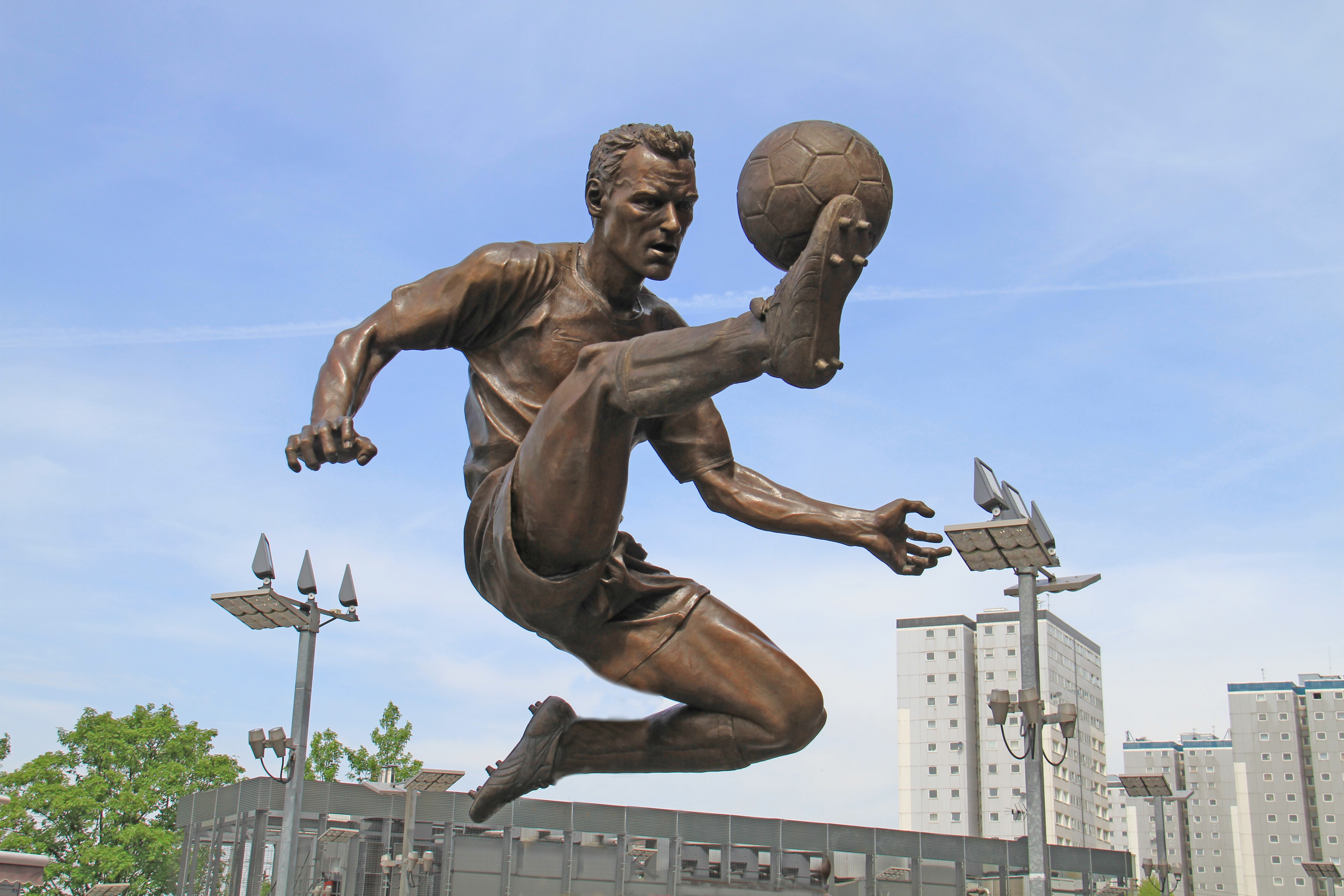
Estatua de Bergkamp en las afueras del Emirates Stadium.

Es conocido como «el holandés que no vuela» ya que padece aerofobia, temor o fobia a volar en aviones. Esto deriva de un incidente que tuvo en un vuelo con la selección durante la Copa Mundial de Fútbol de 1994. Antes de despegar, un falso aviso de bomba retrasó el vuelo de los neerlandeses y, ya en el viaje, el avión entró en una bolsa de aire, lo cual provocó un estado de caída libre durante varios segundos. Luego del incidente, Bergkamp declaró que no pensaba volver a volar y que consideraba buscar ayuda psiquiátrica. De hecho, cuando fichó por el Arsenal Football Club incluyó en su contrato el no verse obligado a viajar en avión en los desplazamientos que tuviera el club. Bergkamp apareció en la portada de la versión internacional del videojuego FIFA 99 y está incluido en la sección «Ultimate Team Legends» de FIFA 14.
En 2008 quedó en el segundo puesto en la lista de la FIFA «Los cincuenta mejores jugadores del Arsenal», solo por detrás del francés Thierry Henry. En febrero de 2014 el Arsenal desveló una estatua dedicada Bergkamp que se encuentra en las afueras del Emirates Stadium. El mismo jugador se encontraba entre los presentes en el momento de desvelar la estatua. Dicho monumento se suma a los ya existentes del exentrenador Herbert Chapman y de antiguos jugadores como Thierry Henry y Tony Adams. Durante el acto, Dennis dijo: «Es muy especial volver y ser homenajeado de esta forma. Me siento muy orgulloso. Todos saben que amo al Arsenal y que siento un gran cariño por este club».